# Canthidium caesareum
Canthidium caesareum är en skalbaggsart som beskrevs av Vladimir Balthasar 1939. Canthidium caesareum ingår i släktet Canthidium och familjen bladhorningar. Inga underarter finns listade.